# Фанова труба
Фанова труба — труба, призначена для з'єднання каналізаційної системи з атмосферою і забезпечення її вентиляції при спорудженні комунікацій в житлових будинках і громадських будівлях.

## Принцип роботи
Стічні води, стікаючи по вертикальному стояку, створюють в трубах розрідження, яке частково компенсується в сифонах залишками води. Однак якщо відбувається одноразовий потужний злив, стоки при русі вниз утворюють у системі каналізації вакуум і викликають спустошення всіх сифонів. Це, у свою чергу, призводить до проникнення неприємних запахів з каналізації всередину приміщення.

## Застосування фанових труб
Відповідно до діючих будівельних нормативів спорудження каналізаційної системи без включення в конструкцію фанової труби можливо, якщо зводиться одноповерховий будинок. Це пояснюється невеликою кількістю одноразових стоків.
Однак і в будинках малої поверховості потреба встановлення фанової труби іноді виникає. Це відбувається у випадках разового зливу великого обсягу, коли перетин вертикального стояка перекривається потоком стічних вод на 100%, наприклад, при одночасному використанні ванни і унітазу.
Будівництво каналізаційної системи з фановими трубами доцільно в наступних випадках:
- установка в приватному будинку каналізаційного стояка діаметром 50 мм і менше;
- наявність двох і більше поверхів, на кожному з яких є санітарні вузли;
- якщо в будинку присутній басейн та інше водопровідне обладнання, що генерує потужні стоки.

Фанова труба має пару простих правил монтажу. Перше — її діаметр повинен бути не менше (допускається такий же) діаметра труби, з якої виконаний стояк, у жодному разі не допускається звуження. Друге — закінчення цієї труби повинно виходити в таке місце, з якого сторонні запахи зможуть безперешкодно виходити в атмосферу. Як правило, це на 30-50 см від стіни. Виходячи з практики, фанова труба виконується з тієї ж каналізаційної труби і є продовженням стояка каналізації. Вводиться вона у вентиляційний канал, який проектується завчасно. У деяких випадках допускається випуск фанової труби через стіну (горизонтально) з подальшою зовнішньої декоративною обробкою.